# Lista de satélites da Eutelsat
Esta é uma lista de satélites operados pela Eutelsat.
Em 1 de março de 2012 a Eutelsat adotou uma nova forma de designação para sua frota de satélites, todos os satélites do grupo assumiram o nome Eutelsat associado à sua posição orbital e uma letra que indica a ordem de chegada nessa posição.

## Satélites
| Nome                  | Nome antigo                                                          | Fabricante                                             | Data do lançamento      | Veículo de lançamento | Estado    | Nota |
| --------------------- | -------------------------------------------------------------------- | ------------------------------------------------------ | ----------------------- | --------------------- | --------- | --- |
| Eutelsat I F1         | ECS-1                                                                | British Aerospace                                      | 16 de junho de 1983     | Ariane 1              | Inativo   | [ 2 ]                                                                                                   |
| Eutelsat I F2         | ECS-2                                                                | British Aerospace                                      | 4 de agosto de 1984     | Ariane 3              | Inativo   | [ 2 ]                                                                                                   |
| Eutelsat I F4         | ECS-4                                                                | British Aerospace                                      | 16 de setembro de 1987  | Ariane 3              | Inativo   | [ 2 ]                                                                                                   |
| Eutelsat I F5         | ECS-5                                                                | British Aerospace                                      | 21 de julho de 1988     | Ariane 3              | Inativo   | [ 2 ]                                                                                                   |
| Eutelsat II F1        |                                                                      | Aérospatiale                                           | 30 de agosto de 1990    | Ariane 44LP           | Inativo   | [ 3 ]                                                                                                   |
| Eutelsat II F2        |                                                                      | Aérospatiale                                           | 15 de janeiro de 1991   | Ariane 44LP           | Inativo   | [ 3 ]                                                                                                   |
| Eutelsat II F3        |                                                                      | Aérospatiale                                           | 7 de dezembro de 1991   | Atlas-2               | Inativo   | [ 3 ]                                                                                                   |
| Eutelsat II F4        |                                                                      | Aérospatiale                                           | 9 de setembro de 1992   | Ariane 44LP           | Inativo   | [ 3 ]                                                                                                   |
| Eutelsat II F5        |                                                                      | Aérospatiale                                           | 24 de janeiro de 1994   | Ariane 44LP           | Fracassou | O satélite foi perdido após o Ariane-44LP falhar durante o lançamento                                   |
| Hotbird 1             | Eutelsat II F6                                                       | Aérospatiale                                           | 29 de março de 1995     | Ariane 44LP           | Inativo   | [ 4 ]                                                                                                   |
| Eutelsat 48A          | Hotbird 2, Eurobird 9 e Eutelsat W48                                 | British Aerospace Matra Marconi Space                  | 21 de novembro de 1996  | Atlas IIA             | Inativo   | [ 5 ]                                                                                                   |
| TDF-2                 |                                                                      | Aérospatiale                                           | 24 de julho de 1990     | Ariane-44LP H10       | Inativo   | O TDF-2 passou a fazer parte da frota da Eutelsat em agosto de 1997, aparentemente o mesmo foi comprado |
| Eutelsat W75          | Hotbird 3, Eurobird 10 e Eurobird 4                                  | British Aerospace Matra Marconi Space                  | 2 de setembro de 1997   | Atlas IIA             | Inativo   | Também conhecido por ABS-1B                                                                             |
| Eutelsat 16B          | Hotbird 4, Nilesat 103, Atlantic Bird 4 e Eurobird 16                | British Aerospace Matra Marconi Space                  | 27 de fevereiro de 1998 | Ariane 42P            | Inativo   | [ 5 ]                                                                                                   |
| Eutelsat W2           |                                                                      | Alcatel Space                                          | 5 de outubro de 1998    | Ariane 44L            | Inativo   | [ 7 ]                                                                                                   |
| Eutelsat 4B           | Hotbird 5, Eurobird 2, Arabsat 2D, Badr 2 e Eutelsat 25A             | British Aerospace Matra Marconi Space                  | 9 de outubro de 1998    | Atlas IIA             | Inativo   | [ 5 ]                                                                                                   |
| Eutelsat 48C          | Eutelsat W3, Eutelsat W6 e Eutelsat 21A                              | Alcatel Space                                          | 12 de abril de 1999     | Atlas IIAS            | Inativo   | [ 7 ]                                                                                                   |
| Telecom 2A            |                                                                      | Matra Marconi Space                                    | 16 de dezembro de 1991  | Ariane-44L H10        | Inativo   | O Telecom 2A passou a fazer parte da frota da Eutelsat em julho de 1999                                 |
| Eutelsat 16C          | SESAT 1                                                              | ISS Reshetnev                                          | 17 de abril de 2000     | Proton-K/Blok-DM-2M   | Inativo   | [ 9 ]                                                                                                   |
| Eutelsat 48E          | Eutelsat W4, Eutelsat 36A e Eutelsat 70C                             | Alcatel Space                                          | 24 de maio de 2000      | Atlas IIIA            | Ativo     | [ 10 ]                                                                                                  |
| Telecom 2D            |                                                                      | Matra Marconi Space                                    | 8 de outubro de 1996    | Ariane-44L H10-3      | Inativo   | O Telecom 2D passou a fazer parte da frota da Eutelsat em 8 de junho de 2000                            |
| Eutelsat 4A           | RESSAT, Orion 2, Eutelsat W1 e Eurobird 4A                           | Alcatel Space                                          | 6 de setembro de 2000   | Ariane 44P            | Inativo   | [ 11 ]                                                                                                  |
| Eutelsat 133 West A   | Eutelsat W1R, Eurobird 1, Europesat 1, Eutelsat 28A e Eutelsat 33C   | Alcatel Space                                          | 8 de março de 2001      | Ariane 5G             | Ativo     | [ 12 ]                                                                                                  |
| Eutelsat 12 West B    | Atlantic Bird 2 e Eutelsat 8 West A                                  | Alcatel Space                                          | 25 de setembro de 2001  | Ariane 44P            | Ativo     | [ 13 ]                                                                                                  |
| Eutelsat 5 West A     | Stellat 5 e Atlantic Bird 3                                          | Alcatel Space                                          | 5 de julho de 2002      | Ariane 5G             | Ativo     | [ 14 ]                                                                                                  |
| Eutelsat 70D          | Hotbird 6, Hotbird 13 A, Eutelsat 8 West C e Eutelsat 33D            | Alcatel Space                                          | 21 de agosto de 2002    | Atlas V               | Inativo   | [ 15 ]                                                                                                  |
| Eutelsat 59A          | Atlantic Bird 1, Eutelsat 12 West A e Eutelsat 36 West A             | Alenia Spazio                                          | 28 de agosto de 2002    | Ariane 5G             | Inativo   | [ 16 ]                                                                                                  |
| Eutelsat 33B          | Eutelsat W1, Eutelsat W5, Eutelsat 70A e Eutelsat 25C                | Alcatel Space                                          | 20 de novembro de 2002  | Delta-4M+(4,2)        | Inativo   | [ 7 ]                                                                                                   |
| Hotbird 7             |                                                                      | Astrium                                                | 11 de dezembro de 2002  | Ariane 5 ECA          | Fracassou | O satélite foi perdido devido a uma falha no lançamento                                                 |
| SESAT 2               |                                                                      | ISS Reshetnev                                          | 28 de setembro de 2003  | Proton-K/Blok-DM-2M   | Ativo     | Também conhecido por Express AM22. A capacidade do satélite foi aluga pela Eutelsat                     |
| Eutelsat 31A          | eBird 1, Eurobird 3 e Eutelsat 33A                                   | Alcatel Space                                          | 27 de setembro de 2003  | Ariane 5G             | Inativo   | [ 19 ]                                                                                                  |
| Eutelsat 7A           | Eutelsat W3A                                                         | Astrium                                                | 15 de março de 2004     | Proton-M/Briz-M       | Ativo     | [ 20 ]                                                                                                  |
| Eutelsat 174A         | AMC 23, Worldsat 3, AMC 13, GE 2i, GE 23 e Eutelsat 172A             | Alcatel Space                                          | 29 de dezembro de 2005  | Proton-M/Briz-M       | Ativo     | [ 21 ]                                                                                                  |
| Hotbird 13E           | Hotbird 7A, Eurobird 9A e Eutelsat 9A                                | Alcatel Space                                          | 11 de março de 2006     | Ariane 5 ECA          | Ativo     | [ 22 ]                                                                                                  |
| Hotbird 13B           | Hotbird 8                                                            | EADS Astrium                                           | 4 de agosto de 2006     | Proton-M/Briz-M       | Ativo     | [ 23 ]                                                                                                  |
| Eutelsat 8 West D     | Sinosat 3, Xinnuo 3, Zhongxing 5C (ZX-5C), Chinasat 5C e Eutelsat 3A | CAST                                                   | 31 de maio de 2007      | Longa Marcha 3A       | Inativo   | [ 24 ]                                                                                                  |
| Eutelsat 48D          | Eutelsat W2M, Eutelsat 48B e Eutelsat 28B                            | EADS Astrium ISRO                                      | 20 de dezembro de 2008  | Ariane 5 ECA          | Ativo     | Também conhecido por Afghansat 1                                                                        |
| Hotbird 13C           | Hotbird 9                                                            | EADS Astrium                                           | 20 de dezembro de 2008  | Ariane 5 ECA          | Ativo     | [ 23 ]                                                                                                  |
| Eutelsat 33E          | Hotbird 10, Atlantic Bird 4A, Eutelsat 3C, Nilesat 104 e Hotbird 13D | EADS Astrium                                           | 12 de fevereiro de 2009 | Ariane 5 ECA          | Ativo     | [ 23 ]                                                                                                  |
| Eutelsat 10A          | Eutelsat W2A                                                         | Alcatel Alenia Space                                   | 3 de abril de 2009      | Proton-M/Briz-M       | Ativo     | [ 26 ]                                                                                                  |
| Eutelsat 36B          | Eutelsat W7                                                          | Alcatel Alenia Space                                   | 24 de novembro de 2009  | Proton-M/Briz-M       | Ativo     | [ 27 ]                                                                                                  |
| Eutelsat W3B          |                                                                      | Thales Alenia Space                                    | 28 de outubro de 2010   | Ariane 5 ECA          | Fracassou | O satélite foi perdido após uma falha no lançamento                                                     |
| Eutelsat KA-SAT 9A    | KA-SAT                                                               | EADS Astrium                                           | 26 de dezembro de 2010  | Proton-M/Briz-M       | Ativo     | [ 29 ]                                                                                                  |
| Eutelsat 7 West A     | Atlantic Bird 7                                                      | EADS Astrium                                           | 24 de setembro de 2011  | Zenit-3SL             | Ativo     | Também conhecido por Nilesat 104                                                                        |
| Eutelsat 16A          | Eutelsat W3C                                                         | Thales Alenia Space                                    | 7 de outubro de 2011    | Longa Marcha 3B/G2    | Ativo     | [ 28 ]                                                                                                  |
| Eutelsat 70B          | Eutelsat W5A                                                         | EADS Astrium                                           | 3 de dezembro de 2012   | Zenit-3SL             | Ativo     | [ 31 ]                                                                                                  |
| Eutelsat 21B          | Eutelsat W5A                                                         | Thales Alenia Space                                    | 10 de novembro de 2012  | Ariane 5 ECA          | Ativo     | [ 32 ]                                                                                                  |
| Eutelsat 7B           | Eutelsat W3D e Eutelsat 3D                                           | Thales Alenia Space                                    | 14 de maio de 2013      | Proton-M/Briz-M       | Ativo     | [ 28 ]                                                                                                  |
| Eutelsat 25B          | Eurobird 2A                                                          | Space Systems/Loral                                    | 29 de agosto de 2013    | Ariane 5 ECA          | Ativo     | Também conhecido por Es'hail                                                                            |
| Eutelsat 3B           |                                                                      | EADS Astrium                                           | 26 de maio de 2014      | Zenit-3SL             | Ativo     | [ 34 ]                                                                                                  |
| Eutelsat 115 West A   | Satmex 5                                                             | Boeing                                                 | 5 de dezembro de 1998   | Ariane 442L           | Inativo   | O satélite foi adquirido pela Eutelsat em sua fusão com a Satmex em 2014                                |
| Eutelsat 113 West A   | Satmex 6                                                             | Space Systems/Loral                                    | 27 de maio de 2006      | Ariane 5 ECA          | Ativo     | O satélite foi adquirido pela Eutelsat em sua fusão com a Satmex em 2014                                |
| Eutelsat 117 West A   | Satmex 8                                                             | Space Systems/Loral                                    | 26 de março de 2013     | Proton-M/Briz-M       | Ativo     | O satélite foi adquirido pela Eutelsat em sua fusão com a Satmex em 2014                                |
| Eutelsat 115 West B   | Satmex 7                                                             | Boeing Satellite Systems                               | 2 de março de 2015      | Falcon 9 v1.1         | Ativo     | [ 38 ]                                                                                                  |
| Eutelsat 53A          |                                                                      | ISS Reshetnev MacDonald, Dettwiler and Associates Ltd. | 21 de outubro de 2014   | Proton-M/Briz-M       | Ativo     | Também conhecido por Express AM6                                                                        |
| Eutelsat 28E          |                                                                      | EADS Astrium                                           | 29 de setembro de 2013  | Proton-M/Briz-M       | Ativo     | Também conhecido por Astra 2E. A capacidade do satélite foi aluga pela Eutelsat                         |
| Eutelsat 28F          |                                                                      | EADS Astrium                                           | 28 de setembro de 2012  | Ariane 5 ECA          | Ativo     | Também conhecido por Astra 2F. A capacidade do satélite foi aluga pela Eutelsat                         |
| Eutelsat 28G          |                                                                      | EADS Astrium Airbus Defence and Space                  | 27 de dezembro de 2014  | Proton-M/Briz-M       | Ativo     | Também conhecido por Astra 2G. A capacidade do satélite foi aluga pela Eutelsat                         |
| Eutelsat 8 West B     |                                                                      | Thales Alenia Space                                    | 20 de agosto de 2015    | Ariane 5 ECA          | Ativo     | [ 41 ]                                                                                                  |
| Eutelsat 36C          |                                                                      | Airbus Defence and Space                               | 24 de dezembro de 2015  | Proton-M/Briz-M       | Ativo     | Também conhecido por Express AMU 1                                                                      |
| Eutelsat 9B           |                                                                      | Airbus Defence and Space                               | 29 de janeiro de 2016   | Proton-M/Briz-M       | Ativo     | Também conhecido por EDRS-A                                                                             |
| Eutelsat 117 West B   | Satmex 9                                                             | Boeing Satellite Systems                               | 15 de junho de 2016     | Falcon 9 Full Thrust  | Ativo     | [ 44 ]                                                                                                  |
| Eutelsat 65 West A    |                                                                      | Space Systems/Loral                                    | 9 de março de 2016      | Ariane 5 ECA          | Ativo     | [ 45 ]                                                                                                  |
| Eutelsat 172B         |                                                                      | Airbus Defence and Space                               | 1 de junho de 2017      | Ariane 5 ECA          | Ativo     | [ 46 ]                                                                                                  |
| Eutelsat 7C           |                                                                      | Space Systems/Loral                                    | 20 de junho de 2018     | Ariane 5 ECA          | Ativo     | [ 47 ]                                                                                                  |
| Eutelsat 5 West B     |                                                                      | Orbital ATK Airbus Defence and Space                   | 9 de outubro de 2019    | Proton-M/Briz-M       | Ativo     | [ 48 ]                                                                                                  |
| Eutelsat Konnect      |                                                                      | Thales Alenia Space                                    | 16 de janeiro de 2020   | Ariane 5 ECA          | Ativo     | [ 49 ]                                                                                                  |
| Eutelsat Quantum      |                                                                      | Airbus Defence and Space SSTL                          | 30 de julho de 2021     | Ariane 5 ECA          | Ativo     | [ 50 ]                                                                                                  |
| Eutelsat Konnect VHTS |                                                                      | Thales Alenia Space                                    | 7 de setembro de 2022   | Ariane 5 ECA          | Ativo     | [ 51 ]                                                                                                  |
| Hotbird 13F           |                                                                      | Airbus Defence and Space                               | 15 de outubro de 2022   | Falcon 9 Block 5      | Ativo     | [ 52 ]                                                                                                  |
| Hotbird 13G           |                                                                      | Airbus Defence and Space                               | 3 de novembro de 2022   | Falcon 9 Block 5      | Ativo     | [ 52 ]                                                                                                  |
| Eutelsat 10B          |                                                                      | Thales Alenia Space                                    | 22 de novembro de 2022  | Falcon 9 Block 5      | Ativo     | [ 53 ]                                                                                                  |
| Eutelsat 36D          |                                                                      | Airbus Defence and Space                               | 30 de março de 2024     | Falcon 9 Block 5      | Ativo     | [ 54 ]                                                                                                  |